# Marie-Magdeleine
Marie-Magdeleine és un «drama sagrat» en tres actes i quatre escenes de Jules Massenet, sobre un llibret de Louis Gallet. Va ser estrenada l'11 d'abril de 1873 al Teatre de l'Odéon. Pauline Viardot, la més gran contralt de l'òpera del seu temps la va cantar sota la direcció d'Édouard Colonne, davant d'un públic entusiasta que havia assistit massivament.
L'endemà, tot París parlava de Marie-Magdeleine. Camille Saint-Saëns va escriure: «Comencem enregistrant, amb alegria al cor, el complet èxit de l'experiment més audaç realitzat per cap músic a París des de L'Enfance du Christ de Berlioz. Massenet, per cert, no és un Berlioz i no faltaran aquells que el felicitin per això. Berlioz desconeixia aquest art d'equilibrar, tan de moda en l'actualitat, que permet tenir amics en tots els camps; desagradar a certs individus era una de les ambicions de Berlioz i cal reconèixer que va reeixir totalment. La musa de Massenet és menys arrogant; és una figura virtuosa que no fa res contra la seva consciència, però li agrada agradar i es posa flors al cabell».
Després va canviar a un «drame lyrique» amb decorats i vestuari per l'Opéra-Comique el 12 d'abril de 1906.

## Argument
Proper a l'oratori, el tema s'inspira en la història de Maria Magdalena tal com apareix relatada en els Evangelis.
- Acte I: Magdalena a la font
- Acte II: Jesús amb Magdalena
- Acte III

1a. escena: El Gòlgota. Magdalena a la Creu
2a. escena: La tomba de Jesús i la Resurrecció

## Personatges
| Personatge                                                                                                | Tessitura        | Estrena, Teatre de l'Odèon (11 d'abril de 1873) | Reposició, Teatre de l'Odéon (1874) | Reposició, Opéra-Comique (1874) | Estrena, Opéra-Comique (12 d'abril de 1906) |
| --- | ---------------- | ----------------------------------------------- | ----------------------------------- | ------------------------------- | ------------------------------------------- |
| Méryem, Magdalena                                                                                         | soprano          | Pauline Viardot                                 | P. Gueymard                         | Caroline Miolan-Carvalho        | Aïno Akté                                   |
| Marthe,la seva germana                                                                                    | mezzosoprano     | I. Vidal                                        | C. Surt-la                          | Franck                          | Mathilde Cocyte                             |
| Jésus, el Natzarè                                                                                         | tenor            | Bosquin                                         | Bosquin                             | Duchesne                        | Thomas Salignac                             |
| Judes, Iscariot                                                                                           | baix             | Petit                                           | Bouhy                               | Bouhy                           | Hector Dufranne                             |
| Deixebles, fariseos, escribas, publicans, soldats i executors romans, servents, santes dones, poble (cor) |                  |                                                 |                                     |                                 |                                             |
| Direcció musical                                                                                          | Direcció musical | Édouard Colonne                                 | Alexandre Luigini                   |                                 |                                             |